# Antherospora urgineae
Antherospora urgineae är en svampart som först beskrevs av René Charles Maire, och fick sitt nu gällande namn av R. Bauer, M. Lutz, Begerow, Piatek & Vánky 2008. Antherospora urgineae ingår i släktet Antherospora och familjen Floromycetaceae.   Inga underarter finns listade i Catalogue of Life.